# Лангганс, Карл Фердинанд
Карл Фердинанд Лангганс, Карл Фердинанд Лангханс (нем. Karl Ferdinand Langhans; 14 января 1782, Бреслау, Силезия — 22 ноября 1869, Берлин, Пруссия) — прусский архитектор театральных зданий, сын и ученик Карла Готтхарда Лангханса, современник К. Ф. Шинкеля. Проектировал и строил в палладианском стиле.

## Биография
Карл Фердинанд родился в семье архитектора Карла Готтхарда Лангханса. Обучался у своего отца и в Берлинской строительной академии у Фридриха Давида Жилли. В 1797 году получил должность руководителя строений в Главном строительном управлении (Oberhofbauamtes).
Во время войны в 1806 году отправился в Италию и некоторое время работал в Вене. После смерти отца в 1808 году вернулся в Бреслау. Как частный архитектор Лангханс разрабатывал проекты бытовых изделий: мебели, светильников, посуды, кофеварок, и даже создал и испытал знаменитую модель самоката (Tretroller) с двойным задним колесом для устойчивости.
В январе 1799 года Лангханс стал членом основанного Фридрихом Жилли «Частного общества молодых архитекторов» (Privatgesellschaft junger Architekten), задуманного как учебный центр. В общество также входили Иоахим Людвиг Цительман, Генрих Генц, Карл Халлер фон Халлерштайн, Мартин Фридрих Рабе и Карл Фридрих Шинкель.
С 1819 года Карл Фердинанд cлужил королевским строительным чиновником, в 1820-х годах он стал востребованным архитектором, который в последующие десятилетия реализовал почти все свои строительные проекты. С 1834 г. жил и работал в Берлине.
Карл Фердинанд Лангханс был дважды женат: на Джулиане Селль в Бреслау (1817—1828) и на Генриетте Винкель в Берлине (1857—1916). Он умер бездетным в Берлине в 1869 году в возрасте восьмидесяти семи лет. Похоронен на Третьем кладбище Иерусалимской и Новой церквей перед Халлешен Тор (Friedhof III der Jerusalems-und Neuen Kirche vor dem Halleschen Tor). С 2018 года его захоронение считается «Почётной могилой Берлина» (Ehrengrab des Landes Berlin).

## Строительная практика
Среди построек архитектора выделяются Дом купеческого общества и здание Церкви Одиннадцати тысяч дев в Бреславле (Elftausendjungfrauen-Kirche;1821-1823), Старый дворец принца Вильгельма (впоследствии императора) в Берлине (1834—1837). Но его основным вкладом в архитектуру Силезии и Пруссии являются театральные здания: театры в Штеттине (1846—1849), Дессау и Лигницe (1841—1842). Им был отстроен оперный театр, известный как Опера Кролля (Krolloper; 1844, вместе с Людвигом Персиусом и Эдуардом Кноблаухом), и подготовлены проекты, по которым был перестроен Бреславльский театр и сооружены театр Виктории в Берлине и великолепный Новый театр в Лейпциге (1865—1868).
После пожара в 1843 году Лангханс перестраивал зрительный зал здания Государственной оперы на Унтер-ден-Линден в Берлине, созданного Георгом Венцеслаусом фон Кнобельсдорфом.
В стилевом отношении его ранние работы следует отнести к палладианскому классицизму, которому следовал в отдельных постройках его отец. В качестве классических образцов он сам называл произведения Микеланджело, Андреа Палладио и Себастьяно Серлио, а также постройки греческой и римской античности. На творчество Лангханса также повлияла манера его сокурсника Карла Фридриха Шинкеля и отдельные элементы французского стиля ампир.
Карл Фердинанд Лангханс выступал в качестве теоретика архитектуры. В 1810 году он опубликовал эссе «О театре или комментарии о катакустике по отношению к театру» (Über Theater oder Bemerkungen über Katakustik in Bezug auf Theater), посвящённое особенностям акустики театральных залов.

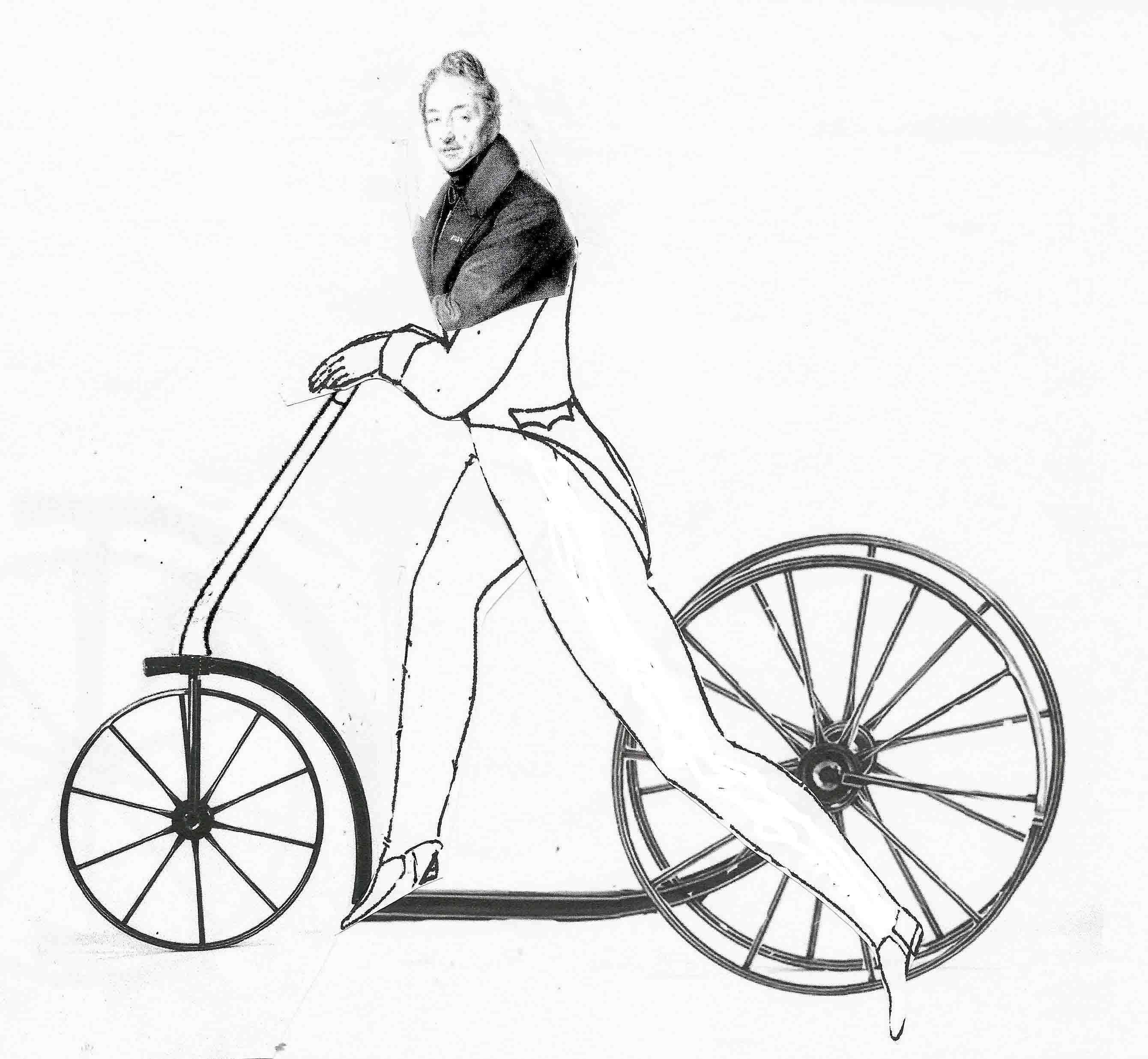
«Третроллер» Лангханса 1817 года. Рисунок-реконструкция
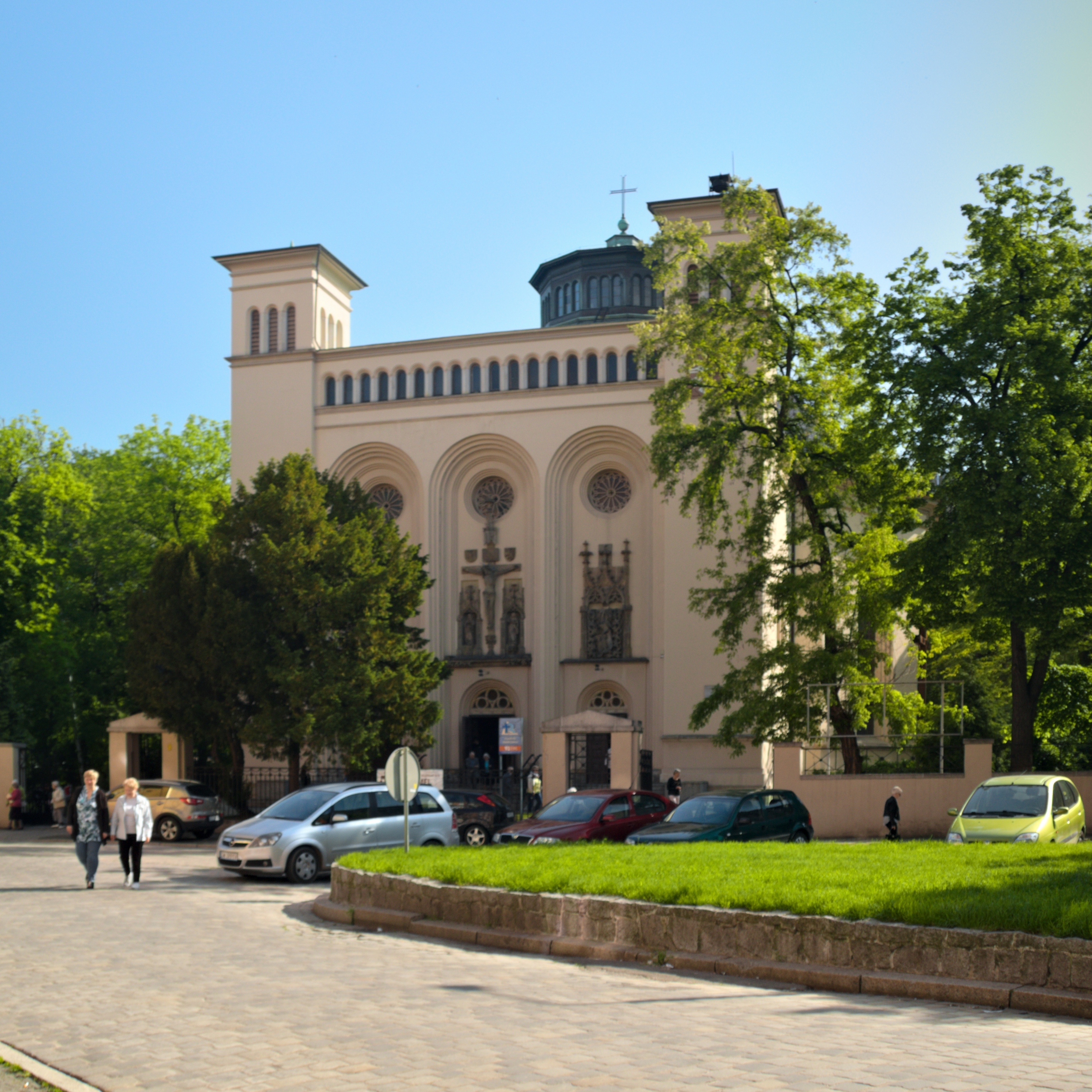
Капелла Св. Иосифа в Бреслау
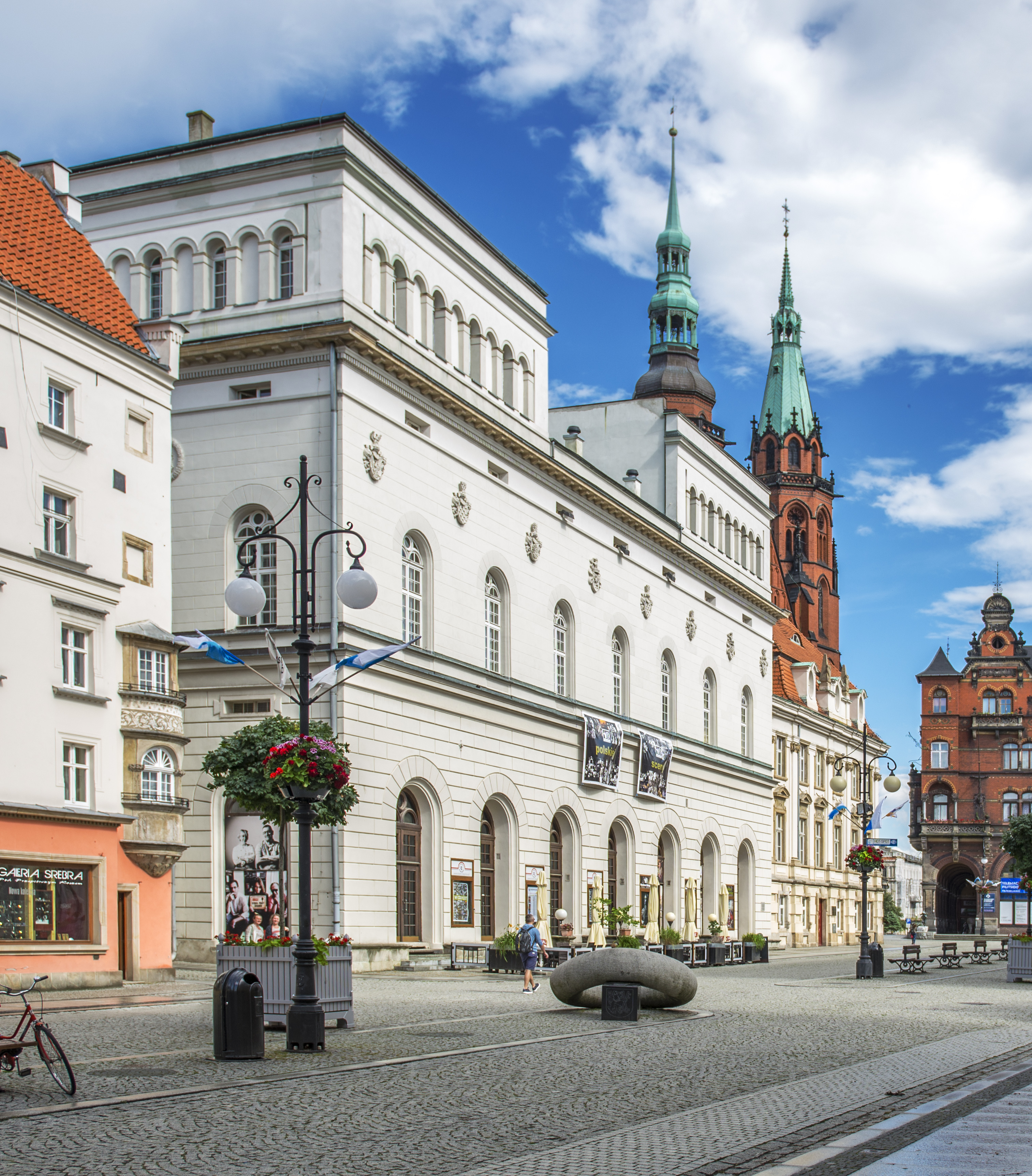
Городской театр в Лигнице. 1841—1842
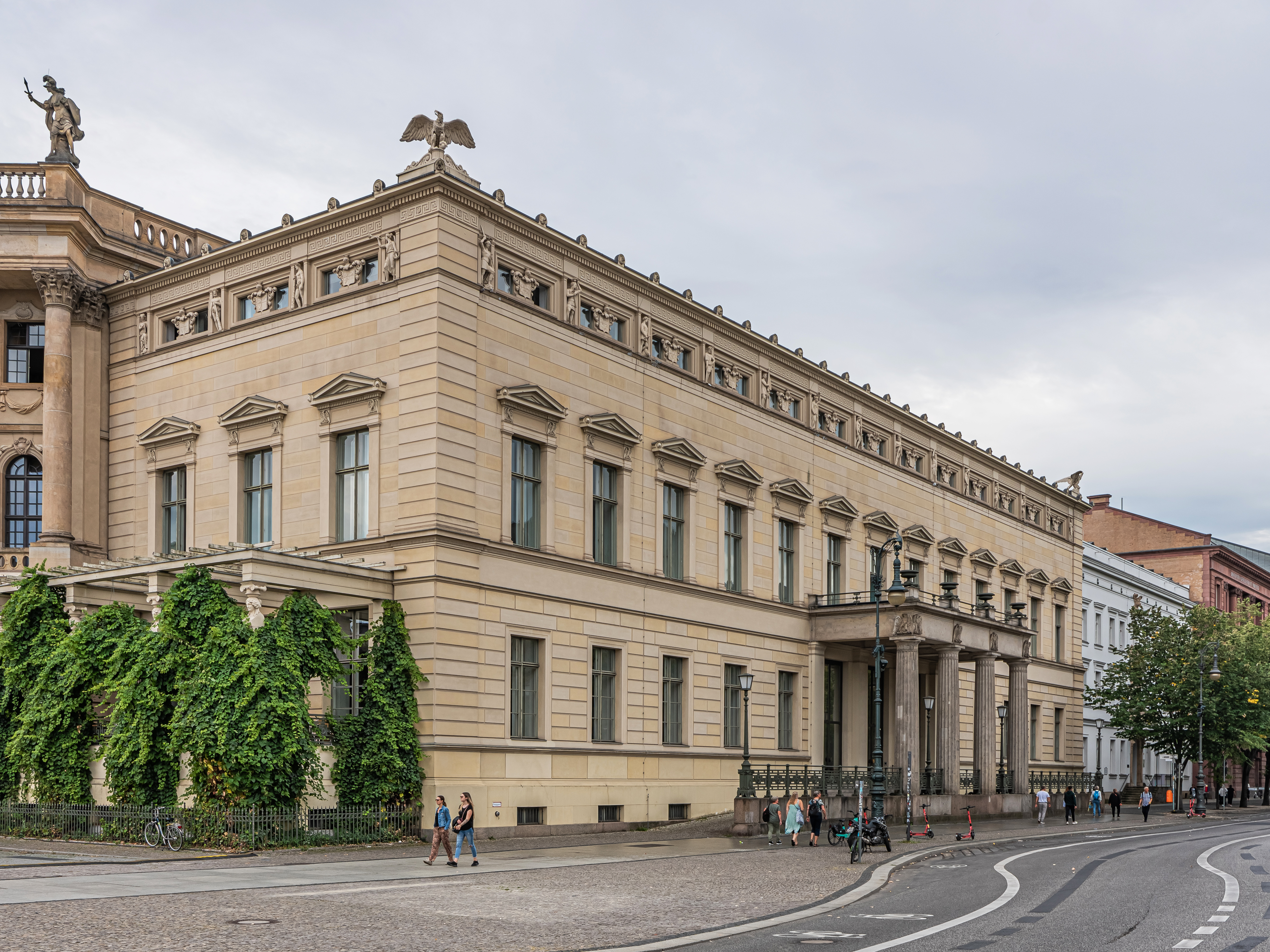
Старый дворец кайзера Вильгельма на Унтер-ден-Линден. Берлин. 1834—1837
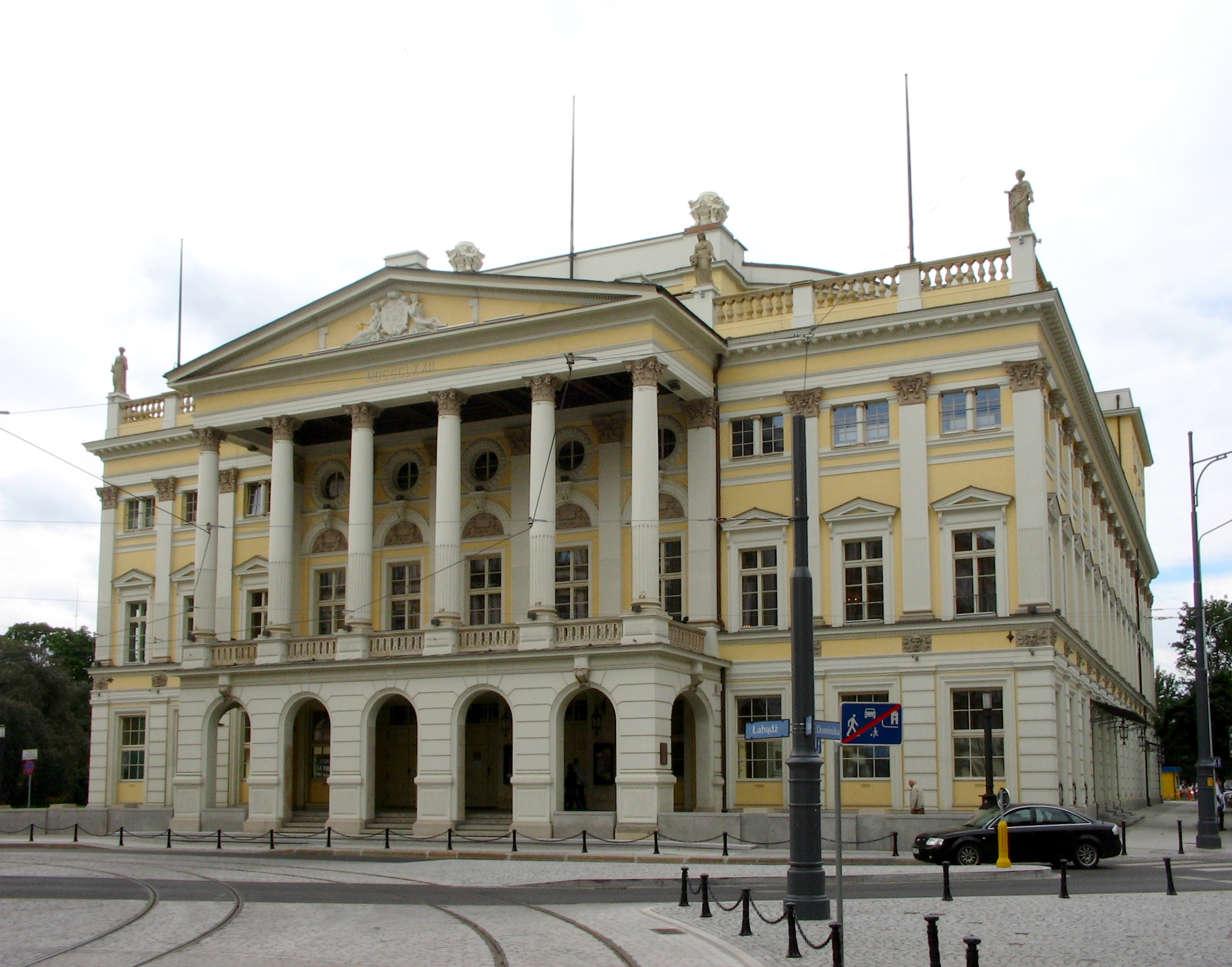
Оперный театр в Бреслау.
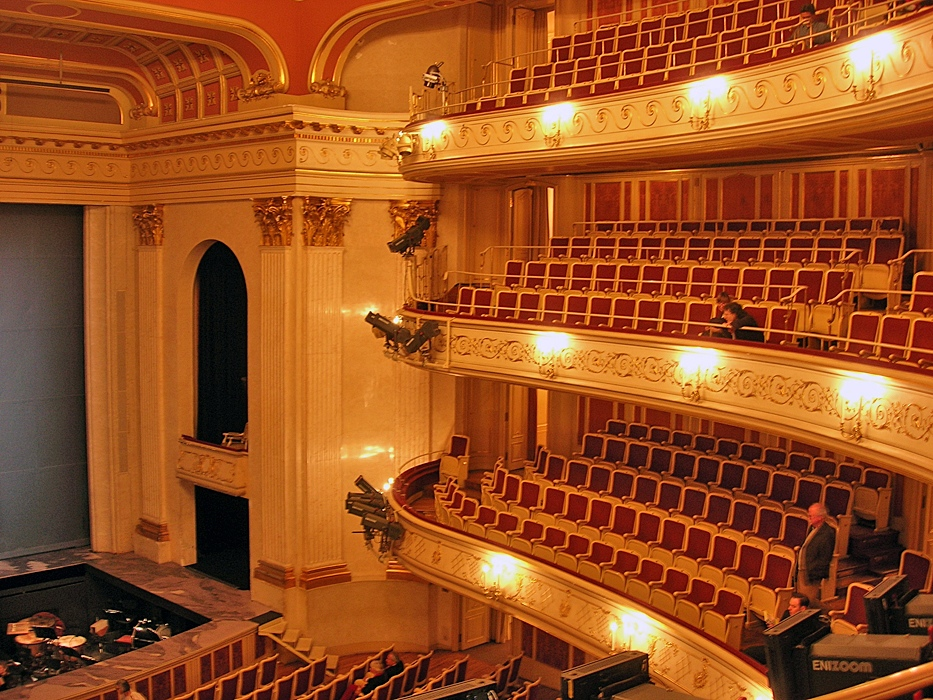
Зрительный зал Государственной оперы на Унтер-ден-Линден в Берлине. 1844